# Havsängsgräsmal
Havsängsgräsmal, Elachista stabilella, är en fjärilsart som först beskrevs av Henry Tibbats Stainton 1858.  Havsängsgräsmal ingår i släktet Elachista, och familjen gräsmalar, Elachistidae. Arten är reproducerande och har livskraftig (LC) population i Sverige I Sverige förekommer arten i de sydostliga lanskapen noterad i Skåne, Småland, Södermanland och på Öland. Inga underarter finns listade i Catalogue of Life.